# Evangelisch-reformierte Kirche Freudenberg

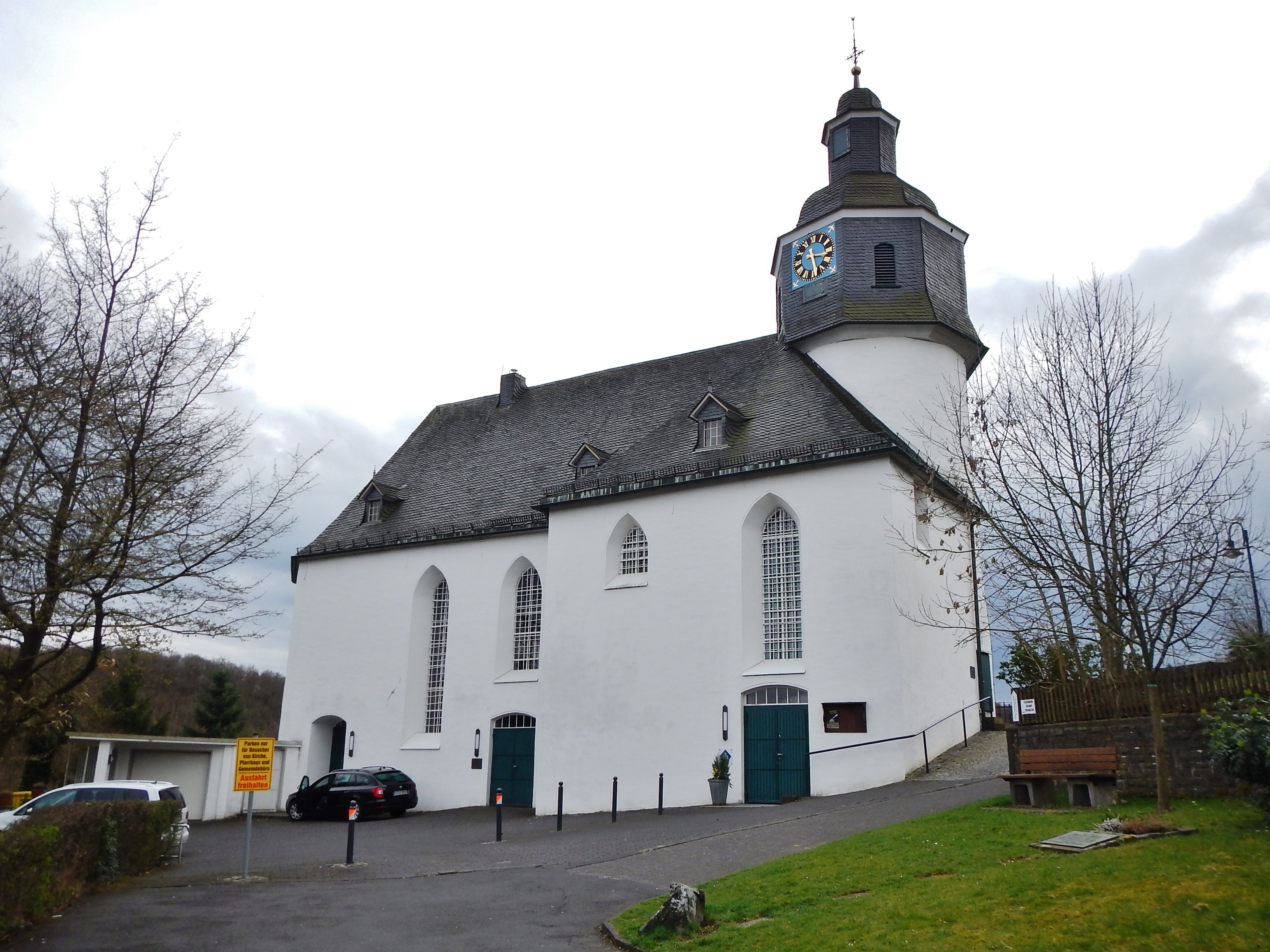
Evangelisch-reformierte Kirche Freudenberg

Die Evangelisch-reformierte Kirche Freudenberg ist eine denkmalgeschützte Kirche, die in Freudenberg steht, einer Stadt im Kreis Siegen-Wittgenstein in Nordrhein-Westfalen. Die Kirchengemeinde gehört zum Kirchenkreis Siegen-Wittgenstein der Evangelischen Kirche von Westfalen.

## Beschreibung
Die Saalkirche wurde 1601 bis 1606 erbaut. Sie besteht aus einem Langhaus, einem
dreiseitig abgeschlossenen Chor im Osten und dem Kirchturm im Westen, bei dem es sich um den ausgebauten Turm des früheren Schlosses, von dem sonst nichts mehr erhalten ist, handelt. Seine unteren Geschosse mussten zunächst als Gefängnis weiter zur Verfügung stehen. Beim Stadtbrand vom 9. August 1666 brannte auch die Kirche aus. Ihre Wiederherstellung dauerte bis 1675. Der Kirchturm wurde 1670 mit einem schiefergedeckten Geschoss aufgestockt, das die Turmuhr und den Glockenstuhl beherbergt, und mit einer Welschen Haube bedeckt.
Der Innenraum ist mit einer Flachdecke überspannt, das Langhaus und der Chor durch einen Chorbogen verbunden. 1862 wurde, da mehr Sitzplätze benötigt wurden, der Innenraum mit weiteren Emporen ausgestattet. Die Orgel mit 28 Registern auf zwei Manualen und Pedal wurde 2000 vom Freiburger Orgelbau Hartwig und Tilmann Späth errichtet. Sie wurde unten im Chor aufgestellt. Die 1862 errichtete Empore, auf der die alte Orgel stand, war abgebrochen worden.
| I Hauptwerk C–g3 |                         |        |
| 01.              | Prinzipal               | 8′     |
| 02.              | Flöte                   | 8′     |
| 03.              | Bourdon                 | 8′     |
| 04.              | Salicional              | 8′     |
| 05.              | Lamento (ab c0)         | 8′     |
| 06.              | Oktave                  | 4′     |
| 07.              | Flöte                   | 4′     |
| 08.              | Nazard                  | 2 ⁄3′  |
| 09.              | Oktave (= Vorab Nr. 12) | 2′     |
| 10.              | Flöte                   | 2′     |
| 11.              | Terz                    | 1 3⁄5′ |
| 12.              | Mixtur                  | 2′     |
| 13.              | Trompete                | 8′     |
| 14.              | Oboe                    | 8′     |
|                  | Tremulant               |        |

| II. Manual C–g3 |                       |        |
| 15.             | Flöte (WS Nr. 2)      | 8′     |
| 16.             | Bourdon (WS Nr. 3)    | 8′     |
| 17.             | Salicional (WS Nr. 4) | 8′     |
| 18.             | Lamento (WS Nr. 5)    | 8′     |
| 19.             | Oktave (WS Nr. 6)     | 4′     |
| 20.             | Flöte (WS Nr. 7)      | 4′     |
| 21.             | Nazard (WS Nr. 8)     | 2 ⁄3′  |
| 22.             | Flöte (WS Nr. 10)     | 2′     |
| 23.             | Terz (WS Nr. 11)      | 1 3⁄5′ |
| 24.             | Trompete (WS Nr. 13)  | 8′     |
| 25.             | Oboe (WS Nr. 14)      | 8′     |

| Pedalwerk C–f1 |           |     |
| 26.            | Subbass   | 16′ |
| 27.            | Oktavbass | 08′ |
| 28.            | Oktavbass | 04′ |
| 29.            | Fagott    | 16′ |

- Koppeln: I/P, Suboktavkoppel